# Gaylussacia amoena
Gaylussacia amoena är en ljungväxtart som beskrevs av Adelbert von Chamisso. Gaylussacia amoena ingår i släktet Gaylussacia och familjen ljungväxter. Inga underarter finns listade i Catalogue of Life.